# 1264
1264 (MCCLXIV) fue un año bisiesto comenzado en martes del calendario juliano.

## Acontecimientos
- 14 de mayo: Batalla de Lewes: Enrique III de Inglaterra es capturado en Francia. Simón de Montfort se vuelve gobernante de facto de Inglaterra.
- 8 de agosto: Revuelta mudéjar en Andalucía y Murcia: ese día, las fuerzas rebeldes musulmanas, con el apoyo de Muhammad I toman el Alcázar de Jerez de la Frontera después de derrotar a la guarnición castellana.
- 8 de septiembre: por medio de la bula Transiturus de hoc mundo, el papa Urbano IV extiende a toda la Iglesia la festividad del Corpus Christi, que desde 1247 se celebraba en el territorio de los actuales Países Bajos y Alemania.
- 9 de octubre: Alfonso X el Sabio reconquista la ciudad de Jerez de la Frontera en España.
- Kublai Khan establece la capital de su imperio en Pekín.

## Nacimientos
- Clemente V, papa entre 1305 y 1314.

## Fallecimientos
- 2 de octubre - Urbano IV, papa entre 1261 y 1264.
- Gonzalo de Berceo, poeta.